# Ridders (toneelstuk)
Ridders (Oudgrieks Ἱππεῖς / Hippeîs, Latijn Equites) is de titel van een toneelstuk, een komedie, van Aristofanes. De stof is de negatieve kant van democratie: politici zijn in het stuk omkoopbaar, en de demagogie van Kleon wordt door de toneelschrijver aan de kaak gesteld.
Het stuk werd zoals gebruikelijk in verzen geschreven. Het wordt in 424 v.Chr. gedateerd. In dat jaar maakte ook Eupolis Kleon tot onderwerp van een toneelstuk dat De Gouden Eeuw heet. Kleon komt ook voor in Acharniërs.

## Handeling
Als het doek opengaat belegeren Atheense troepen de stad Pylos op de Peloponnesos. De Spartanen kunnen hun bondgenoten in Pylos niet bevrijden, maar de Atheners kunnen de sterke vesting ook niet innemen. De veldheer Kleon wordt daarom door de Atheense volksvergadering naar het front gestuurd. De nieuwe bevelhebber is een welgestelde leerlooier, maar van eenvoudige familie, en de door hem behaalde roem valt niet in goede aarde bij de Atheense aristocraten (de "ridders" in het stuk).
In de komedie wordt de uit jaloezie voortkomende strijd om de gunsten van het volk beschreven. De aristocraten Demosthenes en Nikias zijn politieke rivalen. De slechterik in het stuk is Kleon. Een komische karakter in het stuk is "Baas Volk", de personificatie van de Atheense bevolking.
De ridders Demosthenes en Nikias zijn woedend op Kleon omdat hij hen belastert. Kleon heeft namelijk het Atheense volk voor zich gewonnen. De twee aristocraten willen de dienst daarom verlaten. Zij trekken zich terug om plannen te smeden voor hun desertie. Kleon had eerder een orakel geraadpleegd dat zegt dat zijn loopbaan is afgelopen. Daar wil hij zich niet bij neerleggen. "Een worstverkoper zal", zo voorspelt het orakel, "na hem het volk gaan leiden".
Kleon heeft in het stuk zoals alle Grieken vertrouwen in de orakelspreuk, en Kleon en Demosthenes zoeken een worstverkoper om deze als zetbaas van de aristocraten aan de macht te brengen. Tot ieders verbazing weigert de eenvoudige koopman: hij begeert de macht waar de anderen om vechten niet en wil worst blijven verkopen. De koorleider (hij vertegenwoordigt in het stuk het Atheense leger) komt op en wil Kleon ontslaan. De worstverkoper en Kleon maken ruzie. Het koor - hier zijn zij de militairen - helpt de worstverkoper. Kleon wil de worstverkoper omkopen, maar daar gaat de man niet op in. Kleon gaat woedend naar de Volksvergadering om de worstverkoper daar aan te klagen. De worstverkoper loopt hem achterna. Beiden gaan af. Doek.

## De maatschappelijke achtergrond
Binnen de rituele grenzen, de zogeheten liminaliteit van de komedievoorstellingen, was de Atheense dichter rond het jaar 400 v.Chr. vrij om kritiek te leveren op de politiek van zijn tijd. Zelfs de maatschappelijke structuur - hier is dat positie van de aristocratie - werd op het toneel vrijelijk aan de kaak gesteld. De komedies behandelden politieke misstanden, corruptie, onderdrukking en uitbuiting, waarbij soms, maar niet altijd, de zijde van het gewone volk werd gekozen. Aan de zijde van de aristocratie werd gekozen wanneer deze kaste door de democratische partij in Athene onwaardig was behandeld. de komedieschrijver probeerde in toneelstukken altijd aan te tonen wat het beste was voor het Atheense volk als geheel.
Politieke leiders die in de ogen van de Attische komedieschrijvers een slecht politiek beleid voerden werden in de toneelstukken aangevallen en belachelijk gemaakt. De grove humor hielp om de onuitgesproken wrevel van het publiek een veilige uitlaatklep te geven. Zo wordt in dit stuk de oorlogsstoker Kleon bespot. Dit kon straffeloos gebeuren in het theater, maar niet daarbuiten. Aristofanes hoefde niet al te bang te zijn dat een civiele procedure tegen hem werd aangespannen, omdat zelfs grove kritiek bij consensus in komedie was toegestaan. Desondanks werd Aristophanes een aantal keren aangeklaagd wegens smaad.

## Nederlandse vertalingen
- 1803 – De ridders – Johan Meerman
- 1907 – De ridders – H.C. Muller
- 1999 – Cavalerie – Hein van Dolen